# Raf Mailleux
Raf Mailleux (Ciney, 28 maart 1916 - Genk, 23 februari 1996), was een Belgisch beeldhouwer en medailleur. Na zijn humaniorastudies te Gentinnes en Namen, studeert hij in Doornik aan het Sint-Lucasinstituut en de Academie. 
Mailleux werd geboren in Ciney maar week tijdens de Tweede Wereldoorlog uit naar Winterslag (Genk). In de jaren na de oorlog bestond zijn werk voornamelijk uit restauraties van oorlogsschade. Zijn werk was vooral religieus geïnspireerd. De Genkse mijnkathedralen en de centrumkerk maar ook vele andere kerken in de omgeving zijn in het bezit van sculpturen of beeldhouwwerken van Mailleux, onder andere in de Sint-Martinuskerk van Genk, Sint-Barbarakerk van Eisden, Sint-Joriskerk in Alken, Virga-Jessekerk te Hasselt, Kruisherenkerk in Hasselt, O.L.-Vrouwkerk te Bièrges en de kerken van Sledderlo (Genk), Termien (Genk), Termolen (Zonhoven) en Hoevenzavel (Genk).
Hij is onder andere de ontwerper-graveur van het Belgische muntstuk van 25 centiem (geslagen van 1964 tot 1975 en in omloop tot in 1980) en het Kongolo Memorial te Gentinnes, waarvoor hij samenwerkte met architect C. Jeandrain en glazenier G. Dehais. Voor de stad Genk ontwierp hij het wapenschild in 1950, een ontwerp dat officieel bekrachtigd werd bij K.B. van 3 januari 1951. Als medailleur ontwierp hij onder andere de herdenkingspenning van de eerste elektrificatie van de lijn Brussel-Parijs (1963).
Andere werken van hem zijn onder andere het Leopold II - monument op het Kolonel Dusartplein te Hasselt, ter nagedachtenis van de gevallen landgenoten in Belgisch Congo (1952), het witmarmeren beeld van Koningin Astrid in de rozentuin van het Openluchtmuseum Bokrijk (1957),  het Lod. Lavki-monument in het Hasseltse stadspark (1979) en "De mijnwerker" op het kerkplein in Winterslag (1990). Op het kerkhof van Genk-centrum staat een monumentale sculptuur van zijn hand, getiteld 'Indachtig', gemaakt in 1964. Ook het monument Het heidekruisje van Boxbergheide (1970) is van zijn hand. De collectie van het Emile Van Dorenmuseum in Genk bewaart een gipsten portretbuste van kunstenaar Willy Minders.
- Library of Congress Control Number: no2015035967
- RKD-Nederlands Instituut voor Kunstgeschiedenis: 52022
- Virtual International Authority File: 315186276
- WorldCat: E39PBJg8yvPyTyCr68dWDM9qwC